# 민도로 해협
민도로 해협(Mindoro Strait)은 필리핀 민도로섬과 부수앙가섬 사이의 해협으로 필리핀 서부에 있는 술루해와 남중국해를 연결한다. 민도로 해협은 팔라완주 칼라미안 제도의 인도양과 태평양을 연결하는 중요한 항로 중 하나로, 주로 말라카 해협을 통과할 수 없는 대형 선박이 이용한다. 민도로섬과 부수항가 섬 사이에는 필리핀에서 가장 산호초 지대인 아포 산호초가 있다. 이 산호초는 해협을 아포 동부 패스와 아포 서부 패스로 나눈다.